# توم إيفرهارت
توم إيفرهارت (بالإنجليزية: Tom Everhart)‏ هو رسام أمريكي، ولد في 21 مايو 1952 في واشنطن العاصمة في الولايات المتحدة.